# Domenico Ferrata
Domenico Ferrata (Gradoli, 4 marzo 1847 – Roma, 10 ottobre 1914) è stato un cardinale italiano.

## Biografia

### Le origini
Nasce a Gradoli il 4 marzo 1847, terzo dei sei figli di Giovan Battista e di Maria Antonuzzi, piccoli proprietari terrieri di civile condizione e di radicati principi religiosi. 
Ordinato sacerdote nel 1869, a soli 29 anni ottiene nel 1876 una cattedra di diritto canonico a Roma.

### La carriera diplomatica
Nel 1879 il nuovo Papa Leone XIII lo invia quale auditore presso la Nunziatura Apostolica di Parigi e, poi, come nunzio in Belgio nel 1885, dopo averlo promosso arcivescovo titolare di Tessalonica. Ferrata contribuisce al riallacciamento delle relazioni tra il Belgio e la Santa Sede.
Nel 1891 Ferrata – alla luce della sua buona conoscenza della realtà politica e sociale francese – è inviato nunzio in Francia. Si tratta di una missione di particolare delicatezza alla luce dei tentativi di Leone XIII – spesso ostacolato da alcuni settori della stessa Chiesa e del mondo cattolico francese – di trovare un modus vivendi con la terza Repubblica francese, il cosiddetto ralliement (allineamento).

### La carriera nella Curia romana
Il 22 giugno 1896 è creato cardinale presbitero di Santa Prisca. Negli anni seguenti Ferrata opera quale prefetto in diverse congregazioni (per le Indulgenze e le Reliquie dal 1899 al 1900, per i riti dal 1900 al 1902, per i Vescovi e i regolari dal 1902 al 1908 e, infine, quella dei sacramenti fino al 1914. Alcune di esse sono in seguito state abolite.
Già nel 1903 all'elezione al Soglio di Pietro di Pio X Ferrata appare, per la propria vasta esperienza e la personalità decisa, il candidato naturale alla carica di Cardinal Segretario di Stato in sostituzione di Mariano Rampolla del Tindaro, inviso al nuovo Pontefice. Papa Sarto gli preferisce tuttavia il giovanissimo Merry del Val.
Il 2 gennaio 1914 è nominato da Pio X Segretario dell'allora Sant'Uffizio (oggi Congregazione per la Dottrina della Fede) in sostituzione del defunto cardinal Mariano Rampolla del Tindaro.
Passano alcuni mesi, e, dopo la morte di Pio X, il nuovo Papa Benedetto XV lo sceglie, il 4 settembre 1914, quale proprio Cardinal Segretario di Stato in sostituzione di Rafael Merry del Val y Zulueta. Ferrata muore, tuttavia, soltanto pochi giorni dopo tale prestigiosa nomina.
È sepolto nel cimitero di Gradoli.

## Genealogia episcopale e successione apostolica
La genealogia episcopale è:
- Cardinale Scipione Rebiba
- Cardinale Giulio Antonio Santori
- Cardinale Girolamo Bernerio, O.P.
- Arcivescovo Galeazzo Sanvitale
- Cardinale Ludovico Ludovisi
- Cardinale Luigi Caetani
- Cardinale Ulderico Carpegna
- Cardinale Paluzzo Paluzzi Altieri degli Albertoni
- Papa Benedetto XIII
- Papa Benedetto XIV
- Papa Clemente XIII
- Cardinale Marcantonio Colonna
- Cardinale Giacinto Sigismondo Gerdil, B.
- Cardinale Giulio Maria della Somaglia
- Cardinale Carlo Odescalchi, S.I.
- Cardinale Costantino Patrizi Naro
- Cardinale Ludovico Jacobini
- Cardinale Domenico Ferrata

La successione apostolica è:
- Arcivescovo Giovanni Maria Giuseppe Santarelli (1904)